# Valle del But
La Valle del But (Val But o Canale di San Pietro, in friulano: Cjanâl di San Pieri) è una delle otto valli della Carnia, posta in direzione nord-sud, e attraversata dal torrente But che nasce nei pressi di Timau, primo paese della valle, dalle pendici del monte Floriz, con una lunghezza totale di circa 29 km.

## Geografia fisica
Confina ad ovest con la Valcalda di Ravascletto, a est con la Val Pontaiba di Treppo Carnico, a sud con l'Alta Val Tagliamento di Tolmezzo. Il torrente attraversa i comuni della vallata Paluzza, Sutrio, Zuglio ed Arta Terme prima di gettarsi nel Tagliamento a Tolmezzo (i principali affluenti sono nell'ordine: rio Moscardo presso Cleulis, torrente Pontaiba presso Paluzza e Chiarsò presso Cedarchis, tutti affluenti di sinistra). L'intera valle è percorsa dalla strada statale 52 bis Carnica da Tolmezzo al confine di Stato del passo di Monte Croce Carnico e per estensione geografica la valle comprende anche due frazioni del Comune di Tolmezzo è più precisamente, Cadunea e Imponzo.

## Galleria d'immagini

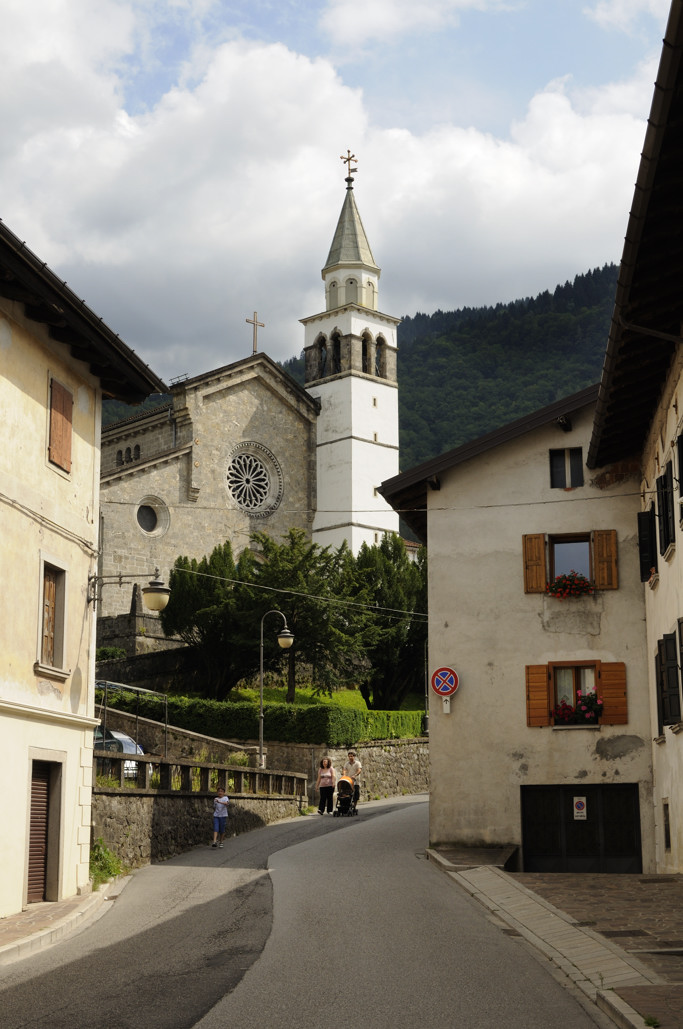
Paluzza
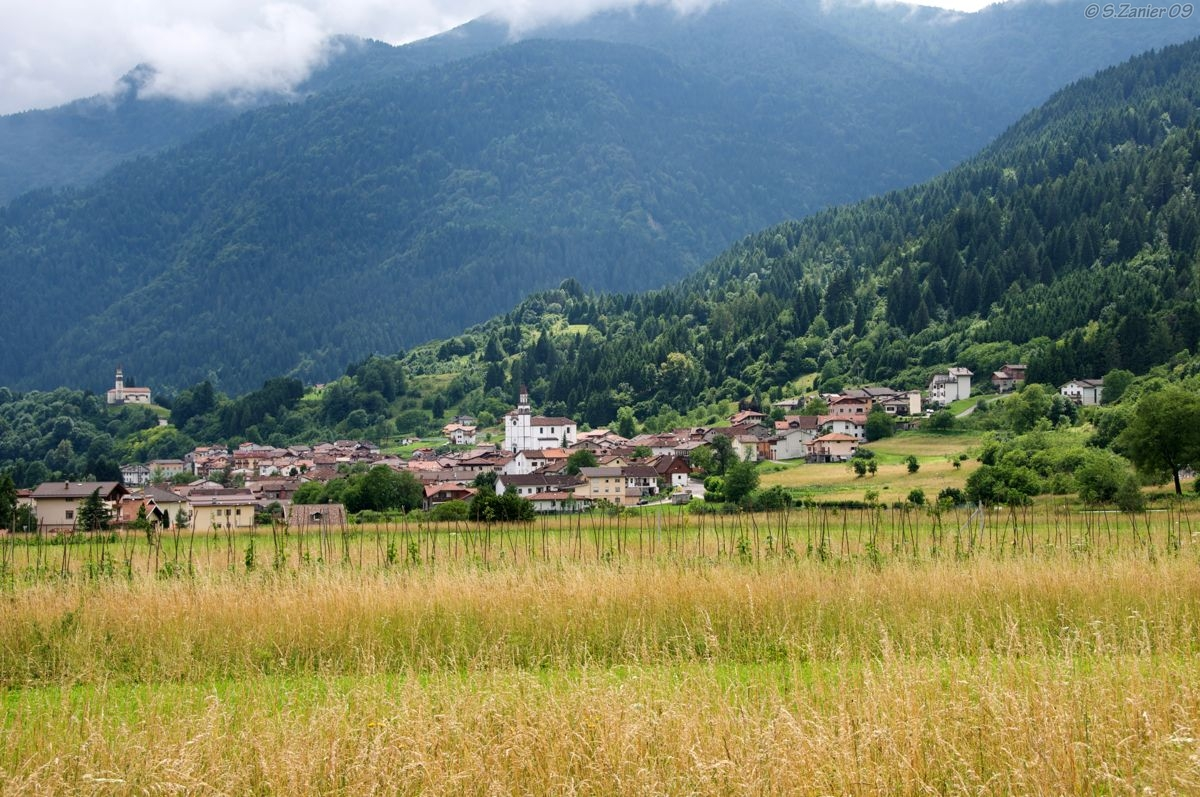
Sutrio
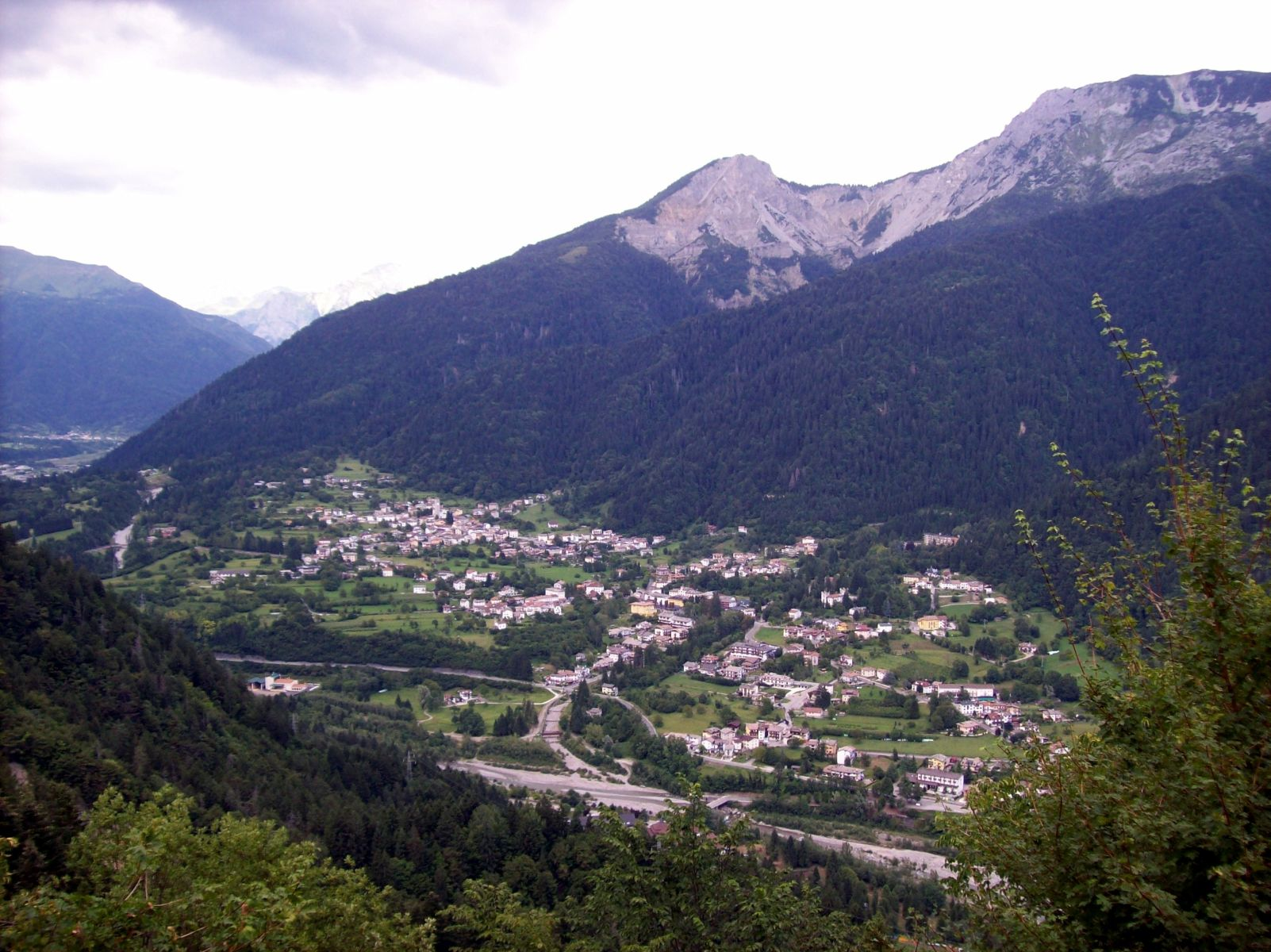
Arta Terme